# Humedal Río Maipo
El Humedal Río Maipo se encuentra ubicado en la desembocadura del río Maipo, el cual separa a las comunas de San Antonio y Santo Domingo, Región de Valparaíso, Chile. 
El nombre también hace referencia al Parque Humedal Río Maipo, creado el año 2002 por la municipalidad de Santo Domingo en la ribera sur del río Maipo, con el objetivo de resguardar la biodiversidad presente en este importante ecosistema, y de facilitar el acceso de vecinos y visitantes al humedal.
El humedal fue declarado Santuario de la Naturaleza el 27 de enero de 2020 por su importancia en la conservación de especies, comprendiendo una superficie de 60,3 hectáreas que abarcan territorio tanto de la comuna de San Antonio como de Santo Domingo.

## Historia del Parque
El Parque Humedal Río Maipo (PHRM) fue creado el año 2002 por la Municipalidad de Santo Domingo, con el objetivo de proteger la biodiversidad de sus hectáreas y promover su uso de forma responsable y sustentable facilitando el acceso a vecinos y visitantes.
Poco después de su creación, la Municipalidad de Santo Domingo firmó un acuerdo de cooperación con la Estación Costera de Investigaciones Marinas (ECIM) de la Pontificia Universidad Católica de Chile, con el objetivo de mantener y fortalecer el parque. Como parte de este convenio, se construyó el primer mirador y observatorio de aves del parque, conocido actualmente como "Mirador Pilpilén", siguiendo los lineamientos de la Wildfowl & Wetlands Trust (WWT) del Reino Unido para el diseño de estas instalaciones. Desde entonces, diversas entidades, como la Universidad Santo Tomás y la Unión de Ornitólogos de Chile, han desarrollado iniciativas temporales para contribuir a la investigación y conservación del humedal y del parque.
En 2014, la Fundación Cosmos firmó un convenio con la Municipalidad de Santo Domingo para colaborar en la gestión del parque. Este trabajo conjunto permitió habilitar el parque para recibir visitantes, crear un cuerpo permanente de guardaparques, y desarrollar infraestructura de acceso, incluyendo señaléticas. Estas mejoras facilitaron la implementación de programas de educación ambiental y fomentaron el turismo especializado en la observación de aves, además de apoyar proyectos de investigación.
En noviembre de 2018, ambas instituciones firmaron un comodato mediante el cual la Fundación Cosmos asumió la administración y gestión del parque, contando con el respaldo continuo del municipio local.

## Reconocimientos para la conservación

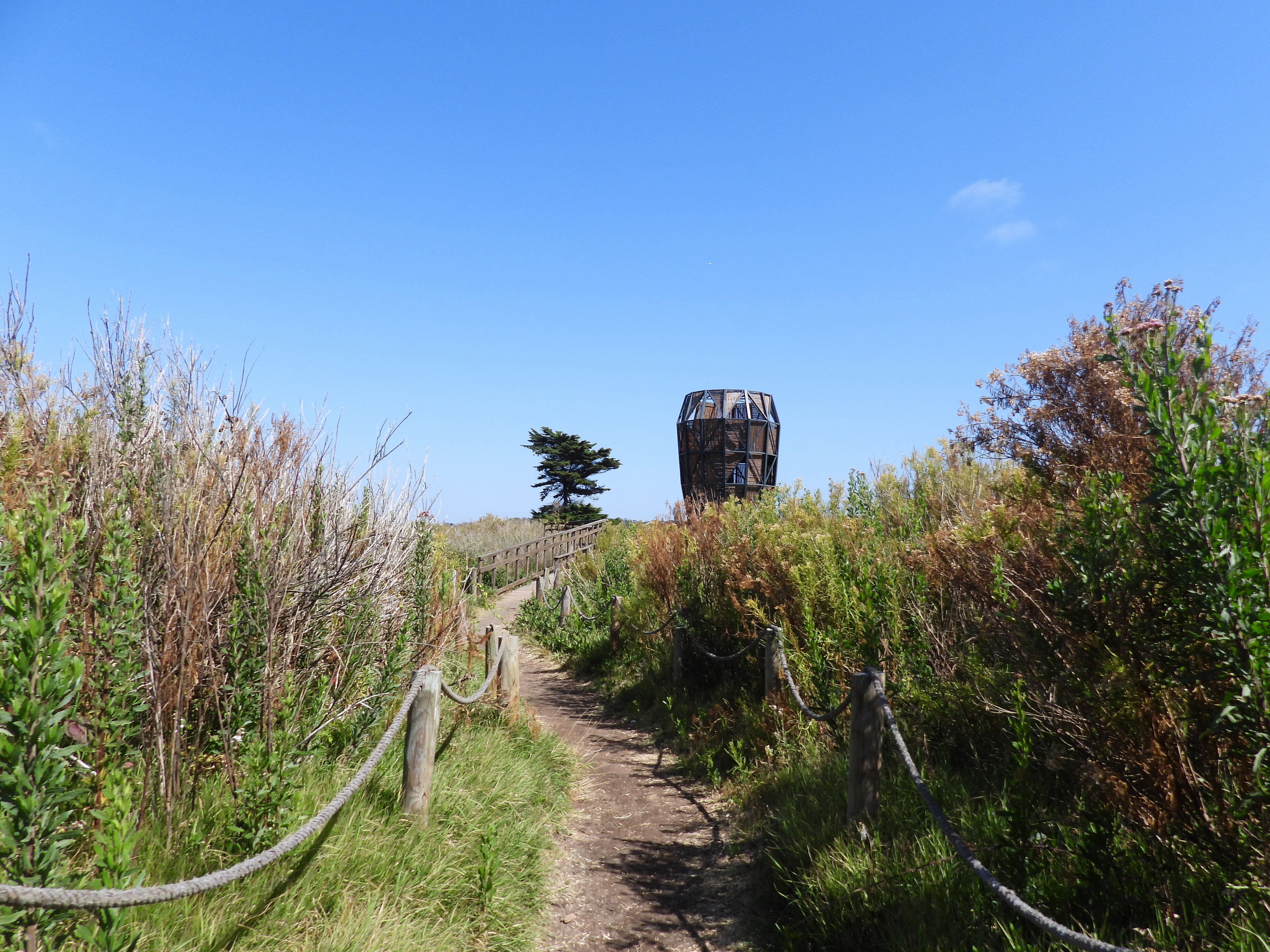
Postal a Mirador Siete Colores, el nombre se debe a que está inspirado en la forma del nido de esta ave.

En 2007, el estuario del río Maipo es incluido en el listado de sitios prioritarios para la conservación dentro de la Estrategia Regional de Biodiversidad, por decisión del intendente de la región de Valparaíso.Tres años después, en 2010, la desembocadura del río Maipo es declarada Área Importante para la Conservación de las Aves (AICA) por BirdLife International, gracias a que el sitio alberga regularmente más del 1% de la población mundial de especies como el zarapito común (Numenius phaeopus), la gaviota garuma (Larus modestus), la gaviota de Franklin (Larus pipixcan) y el gaviotín elegante (Thalasseus elegans), así como una población significativa de esta última especie, que está amenazada a nivel global.
En 2015, la desembocadura y el estuario del río Maipo fueron reconocidos como Sitio de Importancia Regional para las Aves Playeras por la Red Hemisférica de Reservas para Aves Playeras (RHRAP), debido a la presencia significativa del pilpilén común (Haematopus palliatus pitanay) y del zarapito común (Numenius phaeopus). Este sitio, que abarca 140 hectáreas en las comunas de San Antonio y Santo Domingo, también fue destacado por la National Audubon Society dentro de la "Estrategia de Conservación de las Aves Playeras de la Ruta del Pacífico de las Américas".
Finalmente, el Humedal Río Maipo es declarado Santuario de la Naturaleza el 27 de enero de 2020 mediante el Decreto Nº1/2020 del Ministerio del Medio Ambiente, en el marco de la Ley de Monumentos Nacionales.Los objetos de conservación estipulados en el decreto incluyen el humedal en sí, las dunas, la avifauna, los mamíferos nativos, la ictiofauna, la rana chilena (Calyptocephalella gayi) y el paisaje en su conjunto.Con esta declaratoria, el humedal recibe el reconocimiento de área protegida y es incorporado en el Plan Nacional de Protección de Humedales 2018-2022 del Ministerio del Medio Ambiente.

## Biodiversidad

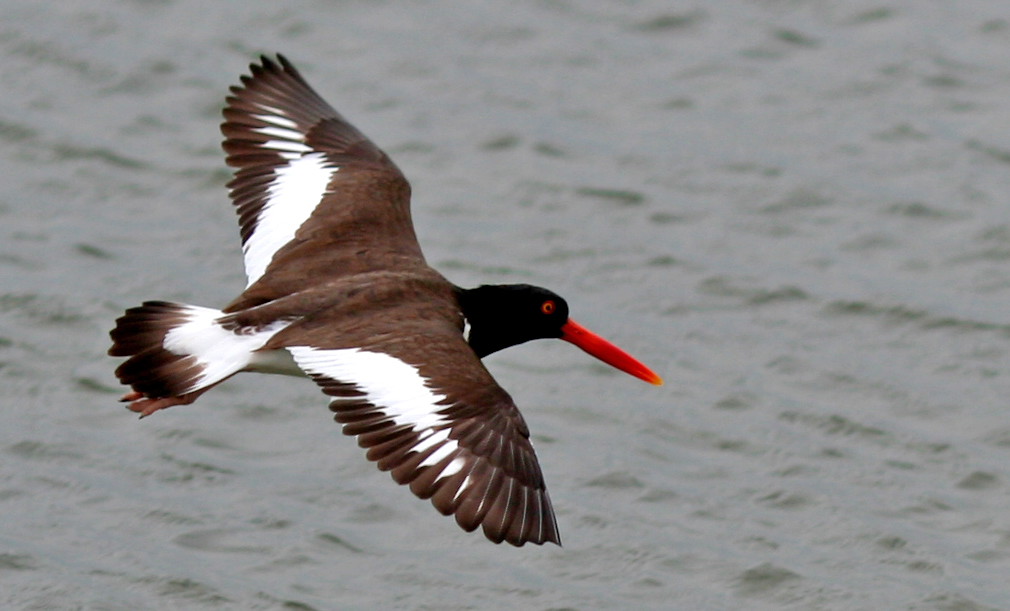
Haematopus palliatus conocido también como Pilpilén Común

El humedal Río Maipo es un hábitat singular y de gran importancia para la región, siendo un sitio crítico para la avifauna, ya que ofrece un sitio irremplazable para la nidificación, alimentación, refugio y descanso de diversas especies de aves terrestres y marinas, incluidas algunas en peligro o estado vulnerable de conservación. Entre las especies en peligro se encuentran la becacina pintada (Nycticryphes semicollaris) y el playero ártico (Calidris canutus rufa); en categoría vulnerable, destacan la gaviota garuma (Leucophaeus modestus) y el chorlo ártico (Charadrius nivosus occidentalis). Otras seis especies están en posible amenaza, como el pelícano (Pelecanus thagus), el gaviotín elegante (Thalasseus elegans), el cuervo del pantano (Plegadis chihi), el pilpilén común (Haematopus palliatus palliatus), el pidencito (Laterallus jamaicensis salinasi) y el pájaro amarillo (Pseudocolopteryx citreola).

La avifauna del humedal presenta un carácter altamente dinámico y estacional, ya que además de albergar especies residentes, es decir, aquellas que se mantienen de forma permanente en el hábitat, el humedal forma parte de la Ruta Migratoria del Pacífico, una de las principales rutas migratorias de América, recibiendo anualmente miles de aves provenientes del hemisferio norte.En la plataforma de ciencia ciudadana eBird se han registrado más de 190 especies en este humedal,lo que representa aproximadamente el 35% de la avifauna nacional.

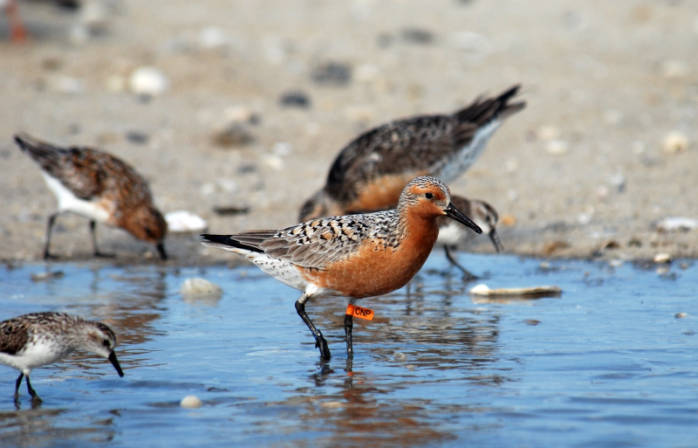
Calidris canutus rufa conocido también como Playero Ártico o playero rojizo

Además de las aves, el humedal alberga anfibios de gran importancia, incluyendo especies endémicas o en peligro, como el sapo de rulo (Rhinella arunco) y la rana chilena (Calyptocephalella gayi), ambas clasificadas como vulnerables según el Reglamento para la Clasificación de Especies Silvestres.
En cuanto a la flora, un informe de la consultora Avitrek realizado en el Parque Humedal Río Maipo identificó 63 especies vegetales, de las cuales el 8,4% son árboles, el 22,2% arbustos, el 41,2% hierbas perennes y el 26,9% hierbas anuales. De estas especies, el 41,3% son nativas o endémicas de Chile, donde un 30% corresponde a especies nativas y un 11,3% a especies endémicas.

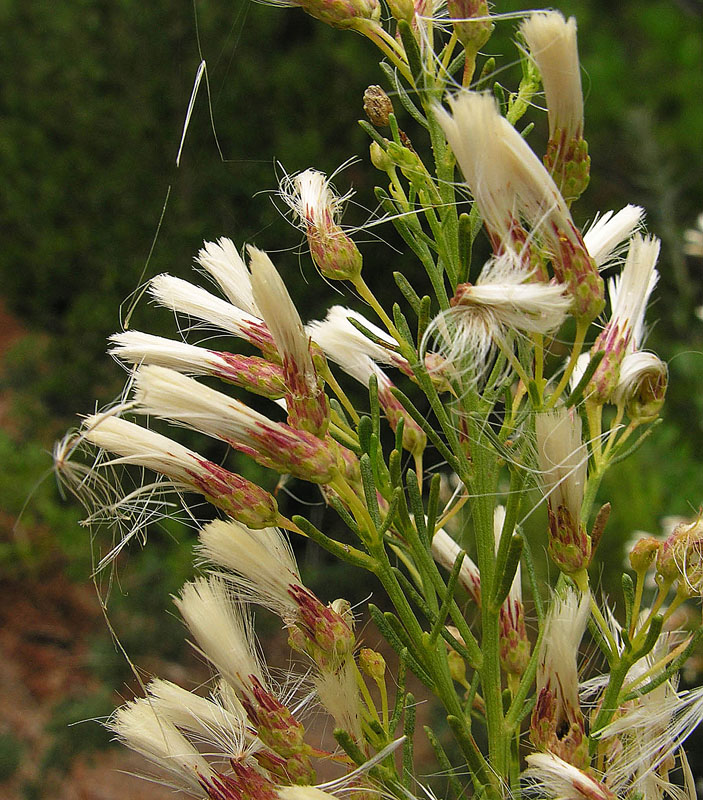
Flora del Santuario de la Naturaleza Humedal Río Maipo, específicamente, un ejemplar de romerillo (Baccharis linearis).

### Servicios ecosistémicos
Como todos los humedales costeros, el humedal Río Maipo ofrece una variedad de servicios ecosistémicos clave, entre los que destacan el suministro, regulación y purificación del agua, la recarga de aguas subterráneas, la regulación del microclima y el control de la erosión. Además, cumple un rol crucial en la mitigación de desastres naturales y la adaptación al cambio climático, ayudando a controlar inundaciones provocadas por marejadas y el aumento del nivel del mar. Estos servicios, junto con su valor para la investigación científica, la recreación y la educación, benefician directamente a las comunidades cercanas, como la comuna de Santo Domingo, ubicada en la ribera sur del río, y las localidades de Llolleo, Tejas Verdes, Lo Gallardo y San Juan, pertenecientes a la comuna de San Antonio y ubicadas en su ribera norte.

### Conflictos medioambientales
La comunidad científica y el Ministerio del Medio Ambiente han destacado el aumento de marejadas y el rápido retroceso de las playas en la zona central como consecuencia del cambio climático. Ante esta situación, se ha subrayado la importancia de proteger ecosistemas como humedales, campos dunares y estuarios costeros, ya que estos contribuyen a la regulación del clima, mitigan las inundaciones causadas por marejadas o tsunamis, y también resguardan el patrimonio natural y cultural local.

##### Proyecto del megapuerto de San Antonio

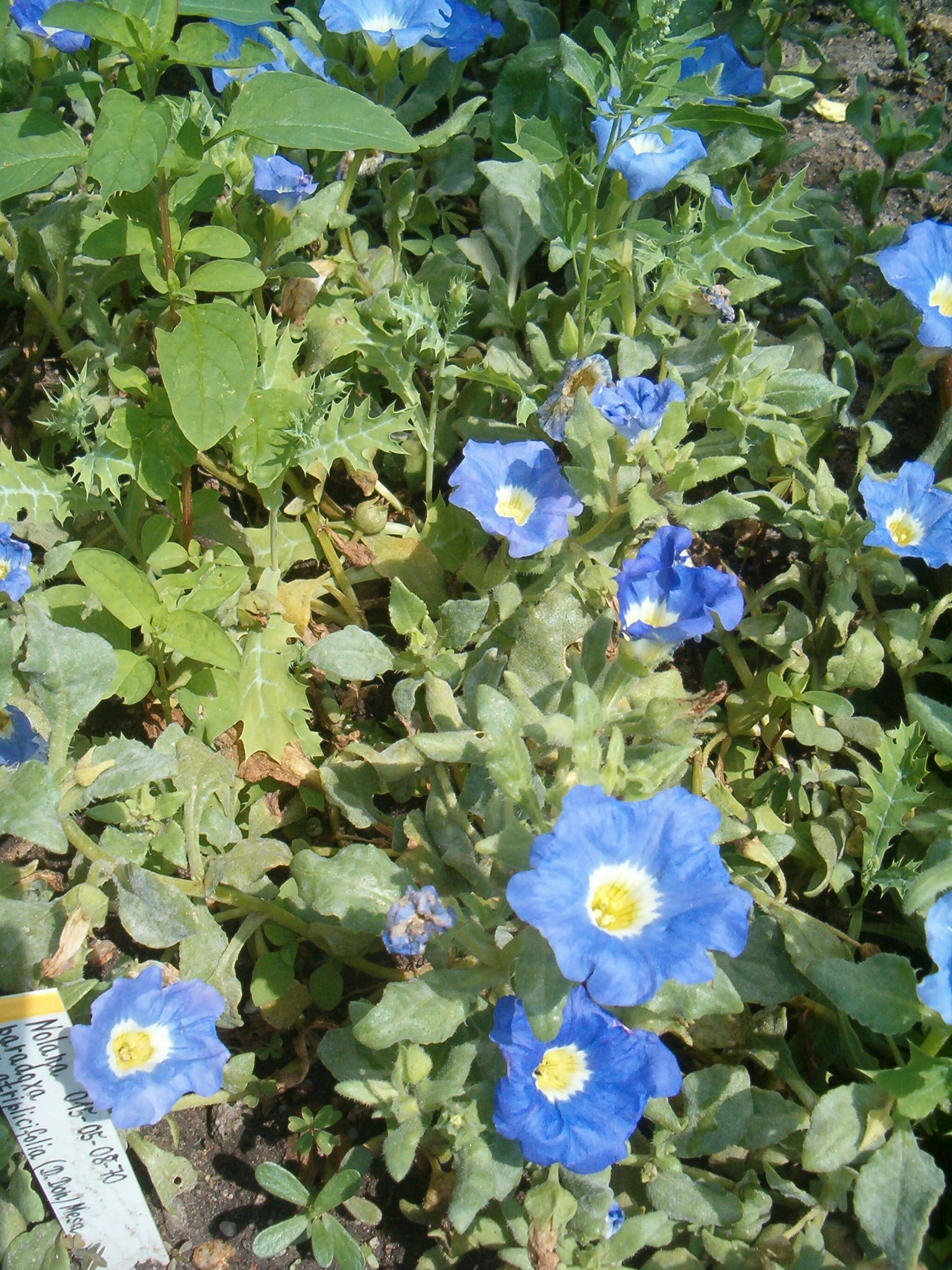
Flora del Parque Humedal Río Maipo

La construcción y expansión del mega puerto de San Antonio en el sector de Llolleo amenaza la conservación y protección de las Lagunas Llolleo, Estero el Sauce, y la ribera norte de la desembocadura del Río Maipo. Si bien este sector no se identifica dentro de los límites del área protegida del Santuario de la Naturaleza río Maipo, las reservas aledañas como la Reserva Nacional y Sitio Ramsar El Yali, se encuentran sumamente ligadas a la protección del ecosistema del lugar, reconociéndose el impacto que generaría el proyecto en la migración de avifauna y las consecuencias para las aves migratorias.

##### Doble función del ecosistema Río Maipo
La dinámica que presenta el Río Maipo trascendiendo entre la cordillera y la costa ha generado dos sistemas ecológicas de suma importancia para el resguardo del Santuario como lo es la zona costera (Norte-Sur) que se ve altamente presionada por la urbanización y la degradación de la flora y fauna producto de la inconciencia y falta de reconocimiento del lugar; y la cuenca del río Maipo (Este- Oeste) que nace en la cordillera de Los Andes y recorre 250 km atravesando tres regiones de Chile.
Los humedales costeros actúan absorbiendo grandes cantidades de carbono, causantes del efecto invernadero, convirtiéndose en el ecosistema de mayor importancia para la mitigación y disminución de los cambios climáticos. A su vez, la infraestructura verde que nos entrega el humedal le permite adaptarse a los tiempos de cambios generados por los fenómenos costeros,  disminuyendo el impacto de marejadas, lluvias y sequías.